# Église Saint-Lambert de Woluwe-Saint-Lambert
 (août 2025).
Si vous disposez d'ouvrages ou d'articles de référence ou si vous connaissez des sites web de qualité traitant du thème abordé ici, merci de compléter l'article en donnant les références utiles à sa vérifiabilité et en les liant à la section « Notes et références ».
L'église Saint-Lambert (en néerlandais : Sint-Lambertuskerk ou Sint-Lambrechtskerk), située à Woluwe-Saint-Lambert (Bruxelles), est un édifice religieux catholique de style roman. Datant du XIIe siècle, l'église fut restaurée et agrandie en 1939.

## Histoire
Le site de l'église Saint-Lambert se situe sur un ancien noyau villageois établi en hauteur près de la Woluwe, offrant à la fois une position défensive, un accès à l'eau, et une connexion avec les villages environnants. Saint-Lambert était le second des trois villages (ou paroisses) situés sur le cours de la Woluwe.[réf. nécessaire]
Les origines exactes du centre paroissial sont floues, mais les chanoines y ont exercé le pouvoir spirituel du XIe siècle à 1796. La maison des comtes de Louvain a initialement possédé ces terres, qui furent ensuite fragmentées entre seigneurs laïcs et institutions religieuses.
Le chapitre des chanoines détenait l'église dès la fin du XIIe siècle, avec des droits étendus sur la paroisse, y compris la nomination du curé et la perception des dîmes. La paroisse s'est agrandie au XVIIIe siècle en intégrant progressivement les rives de la Woluwe.
Très tôt dépendante de la collégiale Saint-Michel-et-Gudule (Bruxelles), l'église paroissiale, comme tout le village d'ailleurs, subit l'influence envahissante de la ville de Bruxelles. Woluwe-Saint-Lambert devint un village suburbain.[réf. nécessaire]
Sous la domination française, la paroisse traversa une période difficile sans pasteur, entre 1797 et 1803. À partir de 1795, les limites paroissiales coïncident avec celles de la commune nouvelle. Au XXe siècle, la paroisse s'est morcelée avec la création de nouvelles paroisses.

## Architecture
L'église Saint-Lambert témoigne de multiples phases de construction et transformations depuis le XIIe siècle. Dès le XIIe siècle, ce village avait son église romane ressemblant sans doute à un refuge fortifié.[réf. nécessaire]
Les parties les plus anciennes (nef centrale et tour) datent du XIIe siècle et conservent des éléments romans. Le plan initial est inconnu faute de fouilles systématiques, mais on suppose un plan basilical avec tour de façade, nef à travées, et chœur à chevet plat. La première représentation connue date de 1553.
L'entrée latérale, sous le clocher, (avec porte en plein cintre) est d'origine et contient des pierres tombales des seigneurs de Woluwe (XVIIe siècle).[réf. nécessaire]
Des transformations majeures ont eu lieu au XVIIIe siècle (agrandissement de la nef, ajout de bas-côtés, construction d'une chapelle), puis au XIXe siècle (reconstruction néogothique du chœur), et en 1938 avec l'adjonction d'une nouvelle église néo-romane plus vaste, œuvre de Guillaume-Chrétien Veraart.

## Patrimoine et restauration
L'église possède la plus vieille charpente connue en région bruxelloise, datée entre 1195 et 1199 grâce à une analyse dendrochronologique.
Dans une vitrine du collatéral droit se trouve une statuette en bois de la Vierge Marie, œuvre du roi Albert Ier encore adolescent. Sa sœur, Marie-Joséphine de Belgique, moniale bénédictine à Namur, en fait don à l'église en 1940.[réf. nécessaire]
Les éléments les plus anciens de l'église sont classés par arrêté royal en date du 27 avril 1942.
Des travaux de restauration ont été réalisés sur le mur de clôture et le Sacré-Cœur de Jésus en 2011, utilisant des matériaux respectueux de l'original (mortier à la chaux, agents écologiques), pour réparer les dégradations dues à l'humidité, pollution et attaques biologiques.

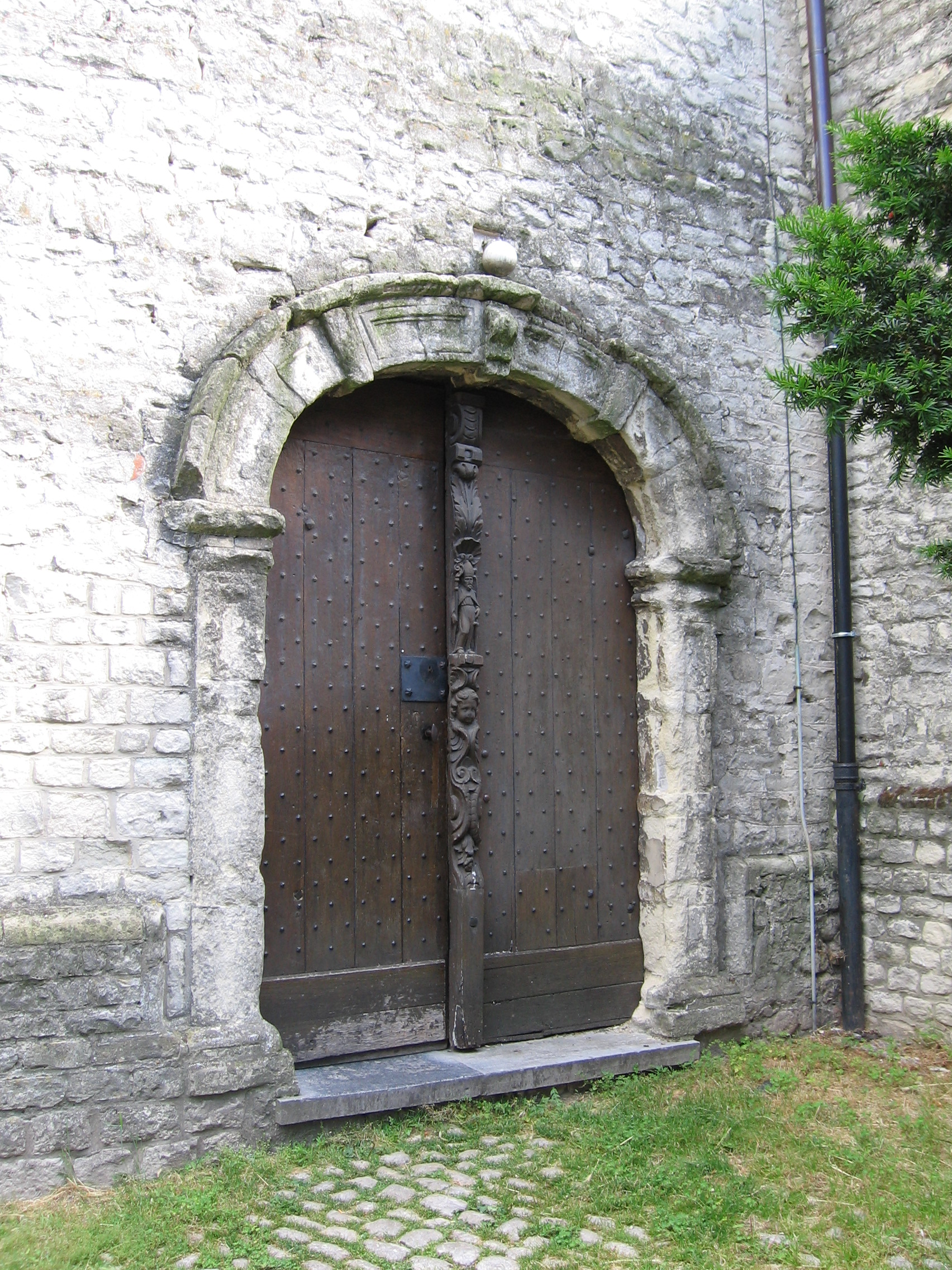
Porte latérale du clocher roman.

## Archidiocèse
- Archidiocèse de Malines-Bruxelles
  - Vicariat de Bruxelles
    - Doyenné de Bruxelles Nord-Est
      - Unité pastorale de la Woluwe
        - Paroisse Sainte-Famille (Woluwe-Saint-Lambert)
        - Paroisse Saint-Lambert
        - Paroisse Saint-Pierre (Woluwe-Saint-Pierre)
        - Paroisse Notre-Dame des Grâces (Woluwe-Saint-Pierre)